# 絶対少年
『絶対少年』（ぜったいしょうねん）は、日本のテレビアニメ作品。2005年5月21日より11月19日までNHK衛星第2テレビの衛星アニメ劇場枠内で放送。

## 概要
作品概要
2部構成で描かれた、日常ファンタジーアニメ。前半の田菜編（1-12話）は夏の田舎町が、後半の横浜編（13-26話）では2年後の都会の冬が、それぞれ舞台になっている。現代日本に現れた正体不明の物体マテリアルフェアリーの起こす事件と、彼らに関わった少年少女たちの触れ合い、すれ違い、そして成長を描く。
造形デザインの佐藤眞人が主宰するアトリエ『絶対少年』に基づくタイトルであり、ボーイズラブものではない。出演声優の鈴木真仁も1997年に『絶対少年』という同名のタイトルのCDを出しているが、このアニメとの関係はない。
佐藤眞人のデザインした世界観を元にトイズワークスの加藤智が同社を設立して間もない頃に立てた、構想5年の企画であった。シリーズ構成・脚本の伊藤和典が最初WEB連載小説化を考えたが実現せず、その後、アニメ企画として実現した。監督には、伊藤の希望が採用されて望月智充が起用され、かつてともに魔法少女もの『魔法の天使クリィミーマミ』で日常ファンタジーを手掛けたコンビとなった。伊藤和典は3部作で企画を考えたといい、第3部は、もしあるなら劇場版でと発言している。しかし放送はNHK-BSのみ、DVDも大きなヒットをしたとは言えない、など、作品の知名度は低いままであり、その後、第3部製作に関するアナウンス等はない。
作品内容
前半と後半の間に2年が経過し、舞台と雰囲気、キャラクターが一新される。田菜編のキャラクターが切り捨てられたと感じた視聴者からは、一部で戸惑いの声もあった。監督は「田菜編あってこその横浜編であり、2部構成になっている事に意味はある。最後まで観てもらえると、2部構成になっている意味も含めて、分かってもらえる何かがあるんじゃないかな」と語っている。
制作にあたって、伊藤は往年のNHK「少年ドラマシリーズ」風の良質のジュブナイルを、望月は「カルピス名作劇場」を、それぞれ意識していたと発言している。作品のテンションをあくまで日常生活的な低さに設定するなど、"現在の日常の日本"という現実感を重視した点が、他のアニメ作品との違いとなっているという。（人物描写などにおいて）
他に、作画や凝ったアングルによる人物作画の（直接的ではない）エロティックさや、意図的に鮮やかさを抑えた柔らかい色調のキャラクターを、同じく抑えた色調の美術の中に配置し、そこに七瀬光作曲の歌詞の無いコーラスを多用したBGMが流れるというゆったりした雰囲気作りなども、特色と言える。
その他
浜崎達也著、戸部淑イラストによる外伝小説『絶対少年 〜神隠しの秋〜穴森』がバンダイビジュアルの携帯サイトに毎日無料配信されたほか、同著者・イラストによる小説化作品が電撃文庫（メディアワークス刊）発売されている。浜崎は横浜編で脚本にも参加している。

## あらすじ
田菜編
母親の勧めで、離婚した父親のもとで一夏を過ごす事になった不登校の男子中学生・逢沢歩。やって来た田菜は、何もなさそうな退屈な田舎町だった。だが、不思議な子供わっくんや空飛ぶ謎の発光体たちとの出逢いが、そんな日常をじわじわと変えてゆく。なぜか歩に対して積極的な2人の少女や、発光体を追うTVレポーターら、田菜の人々との触れ合いの中、やがて猫踊りの祭りの夜、常識を超えた大事件が起きる。歩もまた、重大な決断を迫られる。
横浜編
2年後。少年少女の間で『幽霊』の噂が流行する横浜。孤独に毎日を過ごしていた不登校の女子高生・谷川希紗は、ある日不思議な光る飛行物体を拾い、名前を付けて部屋でいっしょに生活し始める。やがて、世話焼きのうるさい優等生・理恵子や、ただ一人優しく見守ってくれる成基らも事件に関わりだす中、希紗の心を引き裂くような出来事が起き、物語は、横浜上空の大事件でフィナーレを迎える。

## 登場人物

### 田菜編
逢沢歩（あいざわ あゆむ）
声 - 豊永利行（1-12話に登場）
田菜の父のもとでひと夏を過ごすためにやって来た、無口な不登校の男子中学生。積極的に人と関わりたいと思うタイプではなく、友達もいない。いつもマウンテンバイクで移動する。背は小さめで、美紀の姉の美佳には初対面時「なかなか可愛いじゃん」と言われている。謎の子供わっくん、そしてどっしるとしっしんの2体のマテリアルフェアリー（後述）と出会い、不思議な経験をすることになる。
深山美紀（みやま みき）
声 - 三橋加奈子（1-12話に登場。横浜編では16、18-20、26話に登場）
地元田菜の中学生。深山三姉妹の次女。マイペースで余裕ある性格。ちょっと歩が気になっているらしい。家は深山商店という酒屋で、ときどき配達や店番もしている。三姉妹そろって毎年地元の猫おどり（後述）に参加しており、現在も仮装用の猫衣装を製作中。
深山美玖（みやま みく）
声 - 斎藤千和（1-2、4-12話に登場）
深山三姉妹の末の妹。小学生。まだ幼いが生意気で、人を見下すような、妙に年かさな口調。いつもリバーシブルのカエルのぬいぐるみを抱えている。実は一度神隠しにあったことがあるらしく、不思議な感覚と知識の持ち主。本人曰く、わっくんと頭屋の森で遊んでいただけらしい。マテリアルフェアリーと意思疎通が出来、どっしるからの伝言を歩に伝えた。第12話で高熱により倒れた後、神隠し以前の性格に戻り、歳相応な少女になった。
阪倉亮介（さかくら りょうすけ）
声 - 斎藤恭央（1-12話に登場。横浜編では22話に台詞のみ登場）
美紀と同じ田菜の中学生で、幼馴染み。謎の老三毛猫オカカ婆を、伝説的存在かつ自分のライバルとして追い続けている。最初は歩を「ボク」と呼んでからかったり、苦手と言っていたが気遣うようになる。いつもスクーターで移動している。
海野潮音（うんの しおね）
声 - 清水愛（1-12話に登場）
美紀たちと同じ田菜の中学生。東京から田菜の新興別荘地エメラルドランドに引っ越して来た〝別荘組〟。自意識過剰かつ自分勝手で、ネガティブ・感情的になりやすい少女。なにかにつけ空回り気味。鏑木拓馬のことが好きで、美紀のことを拓馬を巡るライバル視しているが、これもひとり相撲気味。歩に対しても言い寄るような態度を取り、馴れ馴れしく話しかける。前述の行動の理由は田菜に自分の居場所をみつけられないでいるためのようで第8話で歩にそれを指摘される。
鏑木拓馬（かぶらき たくま）
声 - 加瀬康之（2、3-12話に登場）
美紀たちの幼馴染みで中学生。よく勉強している優等生タイプでクールな、地元の名家の息子。潮音や美紀との関係をどうすべきか悩んでいる。美紀のことが気になっているようで歩に対して嫉妬のような感情をぶつける。
わっくん
声 - 竹内順子
山の上の川べりでいつもひとりで遊んでいる、ポンチョ姿の小さな男の子。歩をあむと呼び、「ずっと待ってたし」と言って、いっしょに遊んでくれるよう懇願する。無邪気で可愛らしいが、どっしるとしっしんら大勢のマテリアルフェアリーを周りに漂わせ、彼らと通じ合っている、謎の子ども。大抵の大人には見えず、はっきりと姿を見て会話をしたのは歩と美玖のみ。うっすらと姿を見た美紀と須河原は河童と称した。
鈴木平五郎（すずき へいごろう）
声 - 宝亀克寿
山道の途中にある〝月読天文台〟と自称する小屋に住んでいる老人。田菜という不思議な土地を独自に観察しており、歩に「世界の皮膜が薄くなる」という言葉を告げる。
藤堂麻子（とうどう あさこ）
声 - 水野理紗（横浜編では19話に登場）
一軒だけあるコンビニ〝たなや〟の、雰囲気ある美人店主。ときおりオカカ婆に餌をやっている。田菜を離れていた〝空白の十年間〟があるらしい。
須河原晶（すかわら あきら）
声 - 松本美和
地元の39CTV（サンキュー ケーブルテレビ）の名物レポーター。不思議な発光体事件に対して、田舎の小ローカル局社員に過ぎない自分の閉塞感を打ち破り、ひいては「世界がより開けたものであって欲しい」という自分の希望を証明してくれる可能性を感じ、ネタとして追い始める。居所はローカルでも、若いマスコミ人らしく野心と好奇心旺盛。ただその分、歩たち事件の関係者からは敬遠されがち。
深山美佳（みやま みか）
声 - 鈴木真仁（10-12話に登場）※10話は台詞のみ
深山三姉妹の長女。今年も姉妹で猫おどりに出場するため、田菜に帰省して来る。
稀代秋之（きしろ あきゆき）
声 - 浜田賢二
歩がまだ幼い頃に母と離婚した、歩の父親。そのため、苗字が違う。田菜で動物病院を営んでいる。少し距離を保ちながら歩を見守っている。
逢沢淳子（あいざわ じゅんこ）
声 - 山像かおり
歩を田菜に送り出した、歩の母。出演は電話の向こうのみ。
堂丸史郎（どうまる しろう）
声 - 西前忠久
39CTVのディレクター兼カメラマン。須河原の先輩で直接の上司。熊のようなヒゲ男。若い須河原をときおりたしなめつつも見守り、協力する。
オカカ婆（オカカばばあ）
声 - 斎藤恭央（予告編）
謎多き片耳の老三毛猫。阪倉亮介は「小さい頃、オカカ婆が河童と戦っていたのを見た」という。猫おどりの日、猫たちを引き連れ人間たちを助けた。予告編では、もののわかった婆さんという感じで喋る。
タルト
声 - 清水愛（予告編）
潮音のお座敷犬のチワワ。予告編では、可愛さを一身に背負ったアイドル（自称）として喋りまくる。
ロク
声 - 宝亀克寿（予告編）
平五郎が飼っている、麦藁帽子をかぶった人懐こいラブラドール・レトリバー。予告編では、ボケ役。
オカカ婆・タルト・ロクの3匹が、ほぼまったく予告になっていない予告編を全話に渡ってコミカルに演じた。声はいずれも、彼らの飼い主か縁故のあるキャラの声優が演じている。
御子柴（みこしば）さん
声 - なし
コンビニ〝たなや〟の店員で、田菜の噂の中心地。美玖が神隠しにあったという説も、歩の滞在が田菜で知れ渡ったのも、御子柴さん情報である。以前オカカ婆の飼い主だったという噂まである。ただし現在旅行中で、登場人物たちの口から頻繁に名前はあがるものの、本人は一度も登場しない。弟は携帯小説『絶対少年 〜神隠しの秋〜穴森』の主人公・御子柴千里人。

### 横浜編
谷川希紗（たにがわ きさ、小説版では“たにかわ きさ”）
声 - 小林晃子（13-22、24-26話に登場）
不登校の無口な女子高生。歩以上に対人関係を避けたがる少女。ひとりで街を延々歩き続けたり、がらくた製の自作オブジェで自分の部屋を埋め尽くしたり、1年後の自分宛てに一日一通メールを送信したりする日々を送っている。長髪・長身でいつも黒いロングワンピース姿。偶然マテリアルイーヴル（後述）を拾って飼い始め、それにブンちゃんと名付ける。そしてブンちゃんは、大切な友人として、希紗の心の支えになってゆく。
声の小林晃子いわく、監督から「いままでにいないくらい、一番暗い主人公を目指しましょう」と言われたというキャラ。小林も、少なくとも前編の歩にその点で負けないようにと思って演じたとのこと。
大和理絵子（やまと りえこ）
声 - 佐土原智子（13-26話に登場）
希紗の幼馴染みで友人の女子高生。携帯などでの通称〝りえぞー〟。真面目な優等生・いい子タイプとして生きているが、そのせいで敬遠されることもある。周囲に見放され気味の希紗にひとりだけ構い続け、逆に当人からはうざがられているのも、その一例。偶然、希紗と前後してマテリアルフェアリーを目撃し、事件に関わってゆく。小早川成基が好きで、成基が希紗を気遣う様子に嫉妬する。親切や善意を相手に押し売りしていることに気付かず、やがて自分の好意や努力が報われないことに苛立ちはじめ、〝いい子〟を棄てて感情的な面を見せるようになってゆく。
真壁正樹（まかべ まさき）
声 - 甲斐田ゆき（14-22、24-26話に登場）
希紗たちの同級生の、小柄な男子高校生。携帯などの通称〝マッキー〟。口数は多いが、気弱でコミュニケーション下手。いつも、ひとりで携帯ゲームで遊んでいるかメールをチェックしている。理絵子に片思いしているが、理絵子からは、好き嫌い以前に、つきまといや連メールなどのいじいじした態度と無神経さにイラつかれている。理絵子に発光体の目撃をほのめかされ、さらに希紗のブンちゃんを目撃したことで、事件に関わってゆくことになる。理絵子、そして他のキャラ同様、クライマックスにかけて成長と変化を見せてゆくキャラでもある。
小早川成基（こばやかわ しげき）
声 - 櫻井孝宏（14-22、24-26話に登場）
希紗たちの幼馴染みで同級生の、大柄な男子高校生。希紗と同じく学校にはほとんど出ないが、それは、真剣にプロ棋士を目指して将棋を指している奨励会員だからである。理絵子をはじめほとんどの相手に対してそっけない態度をとるが、希紗に対してだけは一人その弱さを感じ取って温かく見守っている。希紗が自ら関わる相手であり、希紗が初めて自分からブンちゃんを見せた相手。だが中盤ある事件で希紗を傷付けた責任を感じ、希紗との間にも距離ができてしまう。
羽鳥次郎（はとり じろう）
声 - 郷田ほづみ
偶然、理絵子といっしょに光（マテリアルフェアリー）を目撃した、浮浪者兼画家。その場の壁に〝Trust Yourself〟と記した大きなアートを残した男。その後理絵子と再会してふたりの体験した出来事について語り合い、年の離れた友人になる。実は、麻子の元恋人。
逢沢歩
声 - 豊永利行（16、18-20、22、23-26話に登場）※23話は台詞なし。
田菜の事件から2年後の、田菜編主人公。横浜で母と暮らしている。田菜で体験したことやマテリアルフェアリーなどの存在の意味について考え続けている。ある出来事のあと、再会や新たな出逢いを通じて横浜の事件にも深く入り込んでゆく。美紀とは恋人になり、よく電話をしている。
深山美佳
声 - 鈴木真仁
田菜編の深山三姉妹の長女。横浜で働いている。横浜編では、悩んでいる正樹とちょっとした知り合いになる。
須河原晶
声 - 松本美和（14話-26話に登場）
39CTVを退社してフリーになり、2年前田菜で起きた大事件を一冊の本にまとめ、発光体をマテリアルフェアリーと命名した。世間にはほとんど知られていないままのマテリアルフェアリーの存在を、相変わらず野心を持って取材し続けている。そのため、マテリアルフェアリーの存在を表に出したくない歩たちとは相性が悪い。物事を自分の規準で決め付けがち。横浜の子供たちの間で不思議な光の目撃が噂になっていることを知り、横浜にやって来た。やがて、正樹の協力を取りつける。
土岐宮はな（ときみや はな）
声 - 渡辺美佐
街角の小さな洋食屋〝ときみや〟の店主のお婆さん。理絵子はときみやのバイト店員、成基は常連客であり駒の動かし方を教えた相手、須河原は横浜での拠点をときみやに定めた下宿人。他にも数名が、ときみやと縁があり、田菜編の麻子も知り合い。ときおり、若い彼らに、常識に囚われずに物事や自分をみつめ直すことを、とうとうと説く。
オカカ婆
2年経って老い衰えたが、ある人物にメッセージを伝えるため、最後の力を振り絞って田菜から横浜へとやって来る。

## 作中用語
マテリアルフェアリー
自分の意志で空中をふらふらと飛ぶ、バレーボール大くらいの発光体。暖色系の色をしている。近づくと、不思議な形の金属製のオブジェのような、それぞれの真の姿を現わす。いつでも誰にでも見えるわけではなく、見えない人には見えない。最初見えなかった人にしだいに見え始めることもあるし、全ての人に見えるようになることもある。子供が比較的目撃しやすい。カメラなどの撮影機械では、基本的に記録できない。動物には見えており、その瞳に映った像でならば、人間や機械にも確認できる。そしてその存在と行動には、なんらかの理由や意味があるように見える。どっしる・しっしん・ポーちゃんが属する。
マテリアルイーヴル
マテリアルフェアリーとほぼ同じ様な発光体で、寒色系の色。フェアリー、イーヴル、ともに名づけたのは須河原晶で、「イーヴル」が悪をあらわすことから、劇中でこの命名に批判もある。ブンちゃんが属する。一般的なサイズとは著しく異なるものも存在する。
猫おどり
作中、田菜で行われる夏祭りの催し。女の子たちが猫耳や猫しっぽなど猫の仮装をして踊りを競うという、いかにもアニメ的な絵面のお祭りだが、田菜のイメージ元となった丹那盆地のある函南町で実際に行われている祭りである（猫おどりを参照）。ただ、実在の祭りはアニメと完全に同内容というわけではない。参加者も、女の子に限らず老若男女誰でもOK。

## 舞台

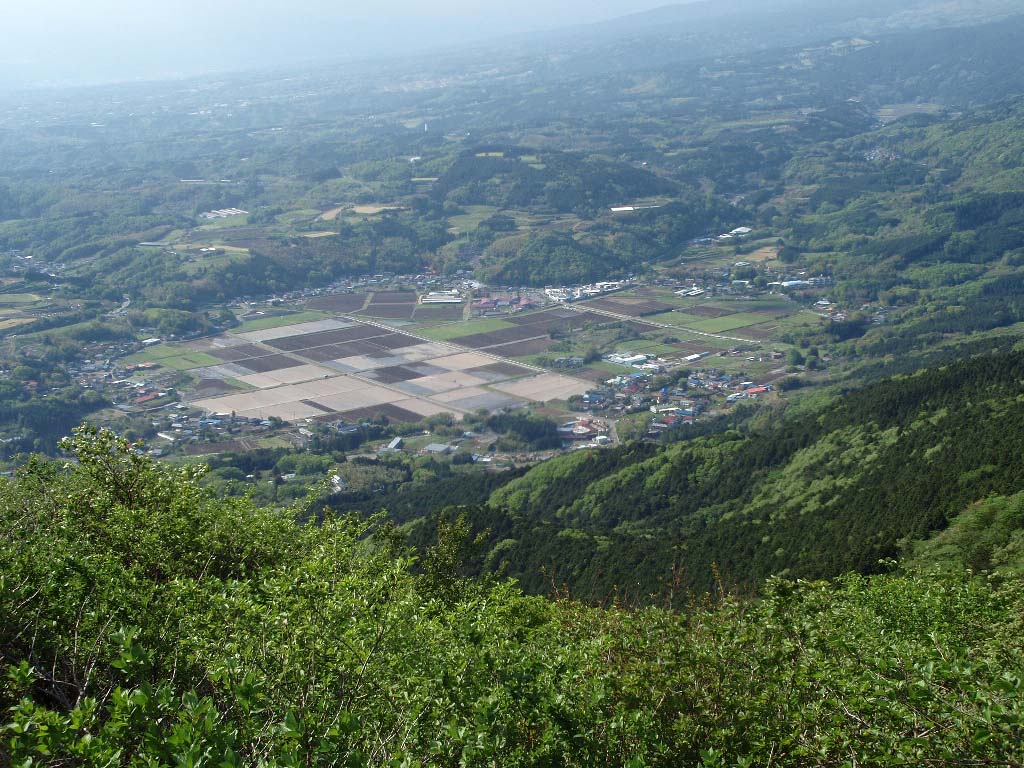
舞台のモデルとなった丹那盆地。

物語の舞台は、前半が伊豆の片田舎の神凪（かんなぎ）町田菜（たな）、後半が横浜（主にみなとみらい周辺）となっている。田菜は静岡県田方郡函南町の丹那盆地がモデルであり、風景や、丹那の歴史・伝承に脚色を加えた上で採用されている。横浜も、谷川希紗役の小林晃子が「自分もハマッ子なのだがびっくりした」と述べたほど、現実の風景をもとに描かれている。ただし、位置関係などは現実と違っている場合がある。

## スタッフ
- 原作 - 「絶対少年」（伊藤和典、亜細亜堂、トイズワークス、総合ビジョン、ジェンコ）
- 監督 - 望月智充
- シリーズ構成 - 伊藤和典
- オリジナルキャラクターデザイン - 戸部淑
- 造形デザイン - 佐藤眞人
- キャラクターデザイン・総作画監督 - 関根昌之
- 美術監督 - 針生勝文
- 美術設定 - 大野広司
- 色彩設定 - 一瀬美代子
- 撮影監督 - 岸克芳
- 編集 - 西山茂
- 音響監督 - 郷田ほづみ
- 音楽 - 七瀬光
- 音楽プロデューサー - 井上俊次
- 音楽制作 - Mellow Head
- プロデューサー - 近藤栄三、森本浩二、伊藤大輔、森尻和明、岡村雅裕
- 制作プロデューサー - 松山竜一郎、長谷川康雄
- 制作 - ジェンコ
- アニメーション制作 - 亜細亜堂
- 製作 - 絶対少年プロジェクト（総合ビジョン、バンダイビジュアル、国際メディア・コーポレーション、ジェンコ）

## 主題歌
オープニングテーマ「光のシルエット」
作詞・作曲 - rino / 編曲 - 鈴木雅也 / 歌 - CooRie
エンディングテーマ「少年ハミング」
作詞 - 畑亜貴 / 作曲・編曲・歌 - 伊藤真澄

## 各話リスト
小説版の各章は、1話を除いてアニメの各話と対応している。
| 話数（小説版） | サブタイトル                                          | 脚本              | 絵コンテ | 演出       | 作画監督          | 放送日         |        |        |
| 田菜編         | 田菜編                                                | 田菜編            | 田菜編   | 田菜編     | 田菜編            | 田菜編         | 田菜編 | 田菜編 |
| -------------- | ----------------------------------------------------- | ----------------- | -------- | ---------- | ----------------- | -------------- | ------ | ------ |
| 1（一）        | 憂鬱で奇妙な夏の始まり （憂鬱で奇妙な夏のはじまり）   | 伊藤和典          | 望月智充 | 根岸宏樹   | 川口博史          | 2005年 5月21日 |        |        |
| 2（二）        | 月読天文台とオカカ婆                                  | 伊藤和典          | 望月智充 | 木村隆一   | 堀内博之 渡辺浩二 | 5月28日        |        |        |
| 3（三）        | 名物アナウンサーがやってきた                          | 伊藤和典          | 望月智充 | 今泉賢一   | 今泉賢一          | 6月4日         |        |        |
| 4（四）        | 光誘う樹木の宮                                        | 川崎美羽 伊藤和典 | 望月智充 | 高橋滋春   | 徳倉栄一          | 6月11日        |        |        |
| 5（五）        | 約束の重さと夢の軽さ                                  | 伊藤和典          | 望月智充 | 近橋伸隆   | 牛島勇二          | 6月18日        |        |        |
| 6（六）        | 世界の被膜が薄くなる                                  | 川崎美羽          | 菊地康仁 | 根岸宏樹   | 沼田誠也 川口博史 | 6月25日        |        |        |
| 7（七）        | 三度目の約束の夜 （三度めの約束の夜）                 | 川崎美羽          | 木村隆一 | 木村隆一   | 渡辺浩二          | 7月2日         |        |        |
| 8（八）        | 伝承と記憶の狭間で                                    | 伊藤和典          | 望月智充 | 今泉賢一   | 今泉賢一          | 7月9日         |        |        |
| 9（九）        | いつだって優先順位の問題                              | 川崎美羽          | 高橋滋春 | 高橋滋春   | 田中正弥          | 7月16日        |        |        |
| 10（十）       | 雨の中に錯綜する想い （雨のなかに錯綜する想い）       | 伊藤和典          | 望月智充 | 牧野行洋   | 牛島勇二          | 7月23日        |        |        |
| 11（十一）     | 泣き出しそうな田菜へ走れ （泣きだしそうな田菜へ走れ） | 伊藤和典          | 田辺修   | 木村隆一   | 堀内博之          | 7月30日        |        |        |
| 12（十二）     | 猫おどりの空に舞う （猫おどりの夜に舞う）             | 伊藤和典          | 望月智充 | 根岸宏樹   | 加来哲郎 乙幡忠志 | 8月13日        |        |        |
| 横浜編         |                                                       |                   |          |            |                   |                |        |        |
| 13（一）       | 谷川希紗と見慣れぬ存在                                | 川崎美羽 伊藤和典 | 望月智充 | 今泉賢一   | 今泉賢一          | 2005年 8月20日 |        |        |
| 14（二）       | 拮抗する二つの力                                      | 浜崎達也          | 高橋滋春 | 高橋滋春   | 村上勉            | 8月27日        |        |        |
| 15（三）       | アーバンフォークロア                                  | 川崎美羽          | 木村隆一 | 木村隆一   | 渡辺浩二          | 9月3日         |        |        |
| 16（四）       | 目に見えない巨大な何か                                | 伊藤和典          | 望月智充 | 篠崎康行   | 牛島勇二          | 9月10日        |        |        |
| 17（五）       | それは関与できない問題                                | 浜崎達也          | 下田正美 | 今泉賢一   | 今泉賢一          | 9月17日        |        |        |
| 18（六）       | 十七歳の出会いと絶望                                  | 川崎美羽 伊藤和典 | 小林治   | 根岸宏樹   | 乙幡忠志          | 9月24日        |        |        |
| 19             | 翼の生えた魚                                          | 浜崎達也 伊藤和典 | 木村隆一 | 木村隆一   | 堀内博之 渡辺浩二 | 10月1日        |        |        |
| 20（七）       | マテリアルフェアリー                                  | 川崎美羽 伊藤和典 | 望月智充 | 熨斗谷充孝 | 村上勉            | 10月8日        |        |        |
| 21（八）       | いい子でいることの意味                                | 川崎美羽          | 田辺修   | 今泉賢一   | 今泉賢一          | 10月15日       |        |        |
| 22（九）       | 消えたものと生まれるもの                              | 浜崎達也 伊藤和典 | 小林治   | 篠崎康行   | 牛島勇二          | 10月22日       |        |        |
| 23（十）       | 幸せを呼ぶ闇の光                                      | 浜崎達也          | 下田正美 | 木村隆一   | 渡辺浩二          | 10月29日       |        |        |
| 24（十一）     | 彼女たちの小さな冒険                                  | 伊藤和典 川崎美羽 | 下田正美 | 根岸宏樹   | 乙幡忠志          | 11月5日        |        |        |
| 25（十二）     | 世界の被膜が穴だらけ                                  | 伊藤和典 川崎美羽 | 望月智充 | 今泉賢一   | 今泉賢一          | 11月12日       |        |        |
| 26（十三）     | 頼りなく豊かな冬の終わり                              | 伊藤和典 川崎美羽 | 望月智充 | 木村隆一   | 関根昌之          | 11月19日       |        |        |

## 放送局
| 放送地域 | 放送局           | 放送期間                 | 放送日時           |
| -------- | ---------------- | ------------------------ | ------------------ |
| 日本全域 | NHK衛星第2テレビ | 2005年5月21日 - 11月19日 | 土曜日 8:06 - 8:31 |

## 小説
- 浜崎達也（著）・戸部淑（イラスト）、メディアワークス〈電撃文庫〉、全2巻
  - 『絶対少年 妖精たちの夏〜田菜』、2005年8月10日発売[8]、ISBN 4-8402-3124-9
  - 『絶対少年 妖精たちの都市〜横浜』、2005年12月10日発売[9]、ISBN 4-8402-3239-3

## その他
- 最終話「頼りなく豊かな冬の終わり」では、監督の望月智充が小早川成基の友人として声の出演をしている。
- 予告が毎回予告になっていない。特に第23話「幸せを呼ぶ闇の光」では、タルトの声優の清水愛が中国語ができることを使ってタルトによる中国語講座と称した予告が行われた。